# Phryxe erythrostoma
Phryxe erythrostoma är en tvåvingeart som först beskrevs av Hartig 1837.  Phryxe erythrostoma ingår i släktet Phryxe och familjen parasitflugor. Arten är reproducerande i Sverige. Inga underarter finns listade i Catalogue of Life.